# コンラドゥス・リュコステネス
コンラドゥス・リュコステネス（Conradus Lycosthenes, 1518年8月8日 - 1561年3月25日）は、アルザス出身の文献学者、モラリスト。箴言集の出版やユリウス・オブセクエンスの補訂などで知られる。本名はコンラート・ヴォルフハルト （Konrad Wolffhard） で、リュコステネスは「勇猛な狼」を意味する姓をギリシャ語化した変名である。コンラッド・リュコステネス （Conrad Lycosthenes） とも呼ばれる。

## 生涯
1518年にストラスブールに近いルファシュRouffachで生まれた。母方のおじにはチューリヒの聖書学者コンラート・ペリカンがいた。ハイデルベルク大学で学び、1539年に修士号を得た。1542年からバーゼルで文法学の教授として教鞭を執り、1544年からは聖レオナルド教会の執事に任命された。

## 書誌
- Commentarius in Plinium Juniorem de viris illustribus, Basel, Johannes Oporin, 1547
- Elenchus scriptorum omnium, Basel, Johannes Oporin, 1551
- Gnomologia ex Aeneae Sylvii Piccolominei ... omnibus operibus collecta, Basel, Heinrich Petri, 1551
- Julii Obsequentis prodigiorum liber, Basel, Johannes Oporin, 1552
- Apophtegmatum sive responsorum memorabilium ex probatissimis, Basel, Johannes Oporin, 1555
- Prodigiorum ac ostentorum chronicon, Basel, Heinrich Petri, 1557
  - Wunderwerck oder Gottes unergründtliches vorbilden, Basel, Heinrich Petri, 1557
- Regula investigationis omnium locorum in tabula Helvetioe contentorum, Basel, la veuve de Michael Isengrin, 1560
- Theatrum vitae humanae, Basel, Oporin & les Froben, 1565